# Inglaterra en la Copa Mundial de Fútbol de 2018
La selección de Inglaterra fue uno de los 32 equipos participantes en la Copa Mundial de Fútbol de 2018, torneo que se llevó a cabo del 14 de junio al 15 de julio en Rusia.

## Clasificación

### Grupo F
| Selección  | Pts. | PJ | PG | PE | PP | GF | GC | Dif |
| ---------- | ---- | -- | -- | -- | -- | -- | -- | --- |
| Inglaterra | 26   | 10 | 8  | 2  | 0  | 18 | 3  | 15  |
| Eslovaquia | 18   | 10 | 6  | 0  | 4  | 17 | 7  | 10  |
| Lituania   | 18   | 10 | 5  | 3  | 2  | 17 | 12 | 5   |
| Escocia    | 15   | 10 | 4  | 3  | 3  | 12 | 7  | 5   |
| Malta      | 6    | 10 | 1  | 3  | 6  | 7  | 20 | -13 |
| Eslovenia  | 1    | 10 | 0  | 1  | 9  | 3  | 25 | -22 |

| Fecha                   | Lugar     | Local      |                       | Resultado                                                      |                       | Visitante  |
| ----------------------- | --------- | ---------- | --------------------- | -------------------------------------------------------------- | --------------------- | ---------- |
| 4 de septiembre de 2016 | Trnava    | Eslovaquia | Bandera de Eslovaquia | 0 – 1 Archivado el 5 de enero de 2018 en Wayback Machine.      | Bandera de Inglaterra | Inglaterra |
| 8 de octubre de 2016    | Londres   | Inglaterra | Bandera de Inglaterra | 2 – 0 Archivado el 14 de diciembre de 2017 en Wayback Machine. | Bandera de Malta      | Malta      |
| 11 de octubre de 2016   | Liubliana | Eslovenia  | Bandera de Eslovenia  | 0 – 0 Archivado el 5 de enero de 2018 en Wayback Machine.      | Bandera de Inglaterra | Inglaterra |
| 11 de noviembre de 2016 | Londres   | Inglaterra | Bandera de Inglaterra | 3 – 0 Archivado el 12 de diciembre de 2017 en Wayback Machine. | Bandera de Escocia    | Escocia    |
| 26 de marzo de 2017     | Londres   | Inglaterra | Bandera de Inglaterra | 2 – 0 Archivado el 5 de enero de 2018 en Wayback Machine.      | Bandera de Lituania   | Lituania   |
| 10 de junio de 2017     | Glasgow   | Escocia    | Bandera de Escocia    | 2 – 2 Archivado el 5 de enero de 2018 en Wayback Machine.      | Bandera de Inglaterra | Inglaterra |
| 1 de septiembre de 2017 | Ta' Qali  | Malta      | Bandera de Malta      | 0 – 4 Archivado el 11 de diciembre de 2017 en Wayback Machine. | Bandera de Inglaterra | Inglaterra |
| 4 de septiembre de 2017 | Londres   | Inglaterra | Bandera de Inglaterra | 2 – 1 Archivado el 3 de enero de 2018 en Wayback Machine.      | Bandera de Eslovaquia | Eslovaquia |
| 5 de octubre de 2017    | Londres   | Inglaterra | Bandera de Inglaterra | 1 – 0 Archivado el 9 de diciembre de 2017 en Wayback Machine.  | Bandera de Eslovenia  | Eslovenia  |
| 8 de octubre de 2017    | Vilna     | Lituania   | Bandera de Lituania   | 0 – 1 Archivado el 30 de diciembre de 2017 en Wayback Machine. | Bandera de Inglaterra | Inglaterra |

### Goleadores
| Jugador                | Goles | Asistencias | Minuto | PJ |
| ---------------------- | ----- | ----------- | ------ | -- |
| Harry Kane             | 5     | -           | -      | -  |
| Adam Lallana           | 2     | -           | -      | -  |
| Daniel Sturridge       | 2     | -           | -      | -  |
| Dele Alli              | 1     | -           | -      | -  |
| Ryan Bertrand          | 1     | -           | -      | -  |
| Robert Reese Holding   | 1     | -           | -      | -  |
| Jermain Defoe          | 1     | -           | -      | -  |
| Eric Dier              | 1     | -           | -      | -  |
| Allan Jeff Chamberlain | 1     | -           | -      | -  |
| Marcus Rashford        | 1     | -           | -      | -  |
| Jamie Vardy            | 1     | -           | -      | -  |
| Danny Welbeck          | 1     | -           | -      | -  |

## Participación

### Lista de convocados
Técnico:  Gareth Southgate
| No. | Pos. | Jugador                | Fecha de nacimiento (edad)         | Apa. | Goles | Club              |
| --- | ---- | ---------------------- | ---------------------------------- | ---- | ----- | ----------------- |
| 1   | POR  | Jordan Pickford        | 7 de marzo de 1994 (24 años)       | 3    | 0     | Everton           |
| 2   | DEF  | Kyle Walker            | 28 de mayo de 1990 (28 años)       | 35   | 0     | Manchester City   |
| 3   | DEF  | Danny Rose             | 2 de julio de 1990 (27 años)       | 18   | 0     | Tottenham Hotspur |
| 4   | MED  | Eric Dier              | 15 de enero de 1994 (24 años)      | 26   | 3     | Tottenham Hotspur |
| 5   | DEF  | John Stones            | 28 de mayo de 1994 (24 años)       | 26   | 0     | Manchester City   |
| 6   | DEF  | Harry Maguire          | 5 de marzo de 1993 (25 años)       | 5    | 0     | Leicester City    |
| 7   | MED  | Jesse Lingard          | 15 de diciembre de 1992 (25 años)  | 12   | 1     | Manchester United |
| 8   | MED  | Jordan Henderson       | 17 de junio de 1990 (27 años)      | 39   | 0     | Liverpool         |
| 9   | DEL  | Harry Kane             | 28 de julio de 1993 (24 años)      | 24   | 13    | Tottenham Hotspur |
| 10  | DEL  | Raheem Sterling        | 8 de diciembre de 1994 (23 años)   | 38   | 12    | Manchester City   |
| 11  | DEL  | Jamie Vardy            | 11 de enero de 1987 (31 años)      | 22   | 7     | Leicester City    |
| 12  | DEF  | Kieran Trippier        | 19 de septiembre de 1990 (27 años) | 26   | 10    | Tottenham Hotspur |
| 13  | POR  | Jack Butland           | 10 de marzo de 1993 (25 años)      | 8    | 0     | Stoke City        |
| 14  | DEL  | Danny Welbeck          | 26 de noviembre de 1990 (27 años)  | 39   | 16    | Arsenal           |
| 15  | DEF  | Gary Cahill            | 19 de diciembre de 1985 (32 años)  | 60   | 5     | Chelsea           |
| 16  | DEF  | Phil Jones             | 21 de febrero de 1992 (26 años)    | 25   | 0     | Manchester United |
| 17  | DEF  | Fabian Delph           | 21 de noviembre de 1989 (28 años)  | 11   | 0     | Manchester City   |
| 18  | DEF  | Ashley Young           | 9 de julio de 1985 (32 años)       | 34   | 7     | Manchester United |
| 19  | DEL  | Marcus Rashford        | 31 de octubre de 1997 (20 años)    | 19   | 3     | Manchester United |
| 20  | MED  | Dele Alli              | 11 de abril de 1996 (22 años)      | 25   | 2     | Tottenham Hotspur |
| 21  | MED  | Ruben Loftus-Cheek     | 23 de enero de 1996 (22 años)      | 4    | 0     | Chelsea           |
| 22  | DEF  | Trent Alexander-Arnold | 7 de octubre de 1998 (19 años)     | 1    | 0     | Liverpool         |
| 23  | POR  | Nick Pope              | 19 de abril de 1992 (26 años)      | 1    | 0     | Burnley           |

### Fase de grupos
| Selección  | Pts | PJ | PG | PE | PP | GF | GC | Dif |
| ---------- | --- | -- | -- | -- | -- | -- | -- | --- |
| Bélgica    | 9   | 3  | 3  | 0  | 0  | 9  | 2  | 7   |
| Inglaterra | 6   | 3  | 2  | 0  | 1  | 8  | 3  | 5   |
| Túnez      | 3   | 3  | 1  | 0  | 2  | 5  | 8  | -3  |
| Panamá     | 0   | 3  | 0  | 0  | 3  | 2  | 11 | -9  |

#### Túnez vs. Inglaterra
| 18 de junio de 2018, 21:00 (UTC+3) | Túnez            | 1:2 (1:1) | Inglaterra     | Volgogrado Arena, Volgogrado                              |                                                           |
|                                    | Sassi 35' (pen.) | Reporte   | Kane 11' 90+1' | Asistencia: 41 064 espectadores Árbitro(s): Wilmar Roldán | Asistencia: 41 064 espectadores Árbitro(s): Wilmar Roldán |

|  |  |

| GK            | 22 | Mouez Hassen            |  | 16' |
| RB            | 11 | Dylan Bronn             |  |     |
| CB            | 2  | Syam Ben Youssef        |  |     |
| CB            | 4  | Yassine Meriah          |  |     |
| LB            | 12 | Ali Maâloul             |  |     |
| CM            | 13 | Ferjani Sassi           |  |     |
| CM            | 17 | Ellyes Skhiri           |  |     |
| CM            | 9  | Anice Badri             |  |     |
| RF            | 8  | Fakhreddine Ben Youssef |  |     |
| CF            | 10 | Wahbi Khazri            |  | 85' |
| LF            | 23 | Naïm Sliti              |  | 74' |
| Cambios:      |    |                         |  |     |
| GK            | 1  | Farouk Ben Mustapha     |  | 16' |
| MF            | 14 | Mohamed Amine Ben Amor  |  | 74' |
| FW            | 19 | Saber Khalifa           |  | 85' |
| Entrenador:   |    |                         |  |     |
| Nabil Maâloul |    |                         |  |     |

| GK               | 1  | Jordan Pickford    |     |       |
| CB               | 2  | Kyle Walker        | 33' |       |
| CB               | 5  | John Stones        |     |       |
| CB               | 6  | Harry Maguire      |     |       |
| DM               | 8  | Jordan Henderson   |     |       |
| CM               | 20 | Dele Alli          |     | 80'   |
| CM               | 7  | Jesse Lingard      |     | 90+3' |
| RM               | 12 | Kieran Trippier    |     |       |
| LM               | 18 | Ashley Young       |     |       |
| CF               | 10 | Raheem Sterling    |     | 68'   |
| CF               | 9  | Harry Kane         |     |       |
| Cambios:         |    |                    |     |       |
| FW               | 19 | Marcus Rashford    |     | 68'   |
| MF               | 21 | Ruben Loftus-Cheek |     | 80'   |
| MF               | 4  | Eric Dier          |     | 90+3' |
| Entrenador:      |    |                    |     |       |
| Gareth Southgate |    |                    |     |       |

| Jugador del Partido: Harry Kane Árbitros asistentes: Alexander Guzmán Cristian de la Cruz Cuarto árbitro: Ricardo Montero Quinto árbitro: Hiroshi Yamauchi Árbitro asistente de video: Sandro Ricci Árbitros asistentes del árbitro asistente de video: Gery Vargas Emerson de Carvalho Tiago Martins |

#### Inglaterra vs. Panamá
| 24 de junio de 2018, 15:00 (UTC+3) | Inglaterra                                                     | 6:1 (5:0) | Panamá    | Estadio de Nizhni Nóvgorod, Nizhni Nóvgorod              |                                                          |
|                                    | Stones 8' 40' · Kane 22' (pen.) 45+1' (pen.) 62' · Lingard 36' | Reporte   | Baloy 78' | Asistencia: 43 319 espectadores Árbitro(s): Ghead Grisha | Asistencia: 43 319 espectadores Árbitro(s): Ghead Grisha |

|  |  |

| GK               | 1  | Jordan Pickford    |     |     |
| CB               | 2  | Kyle Walker        |     |     |
| CB               | 5  | John Stones        |     |     |
| CB               | 6  | Harry Maguire      |     |     |
| DM               | 8  | Jordan Henderson   |     |     |
| CM               | 21 | Ruben Loftus-Cheek | 24' |     |
| CM               | 7  | Jesse Lingard      |     | 63' |
| RM               | 12 | Kieran Trippier    |     | 70' |
| LM               | 18 | Ashley Young       |     |     |
| CF               | 10 | Raheem Sterling    |     |     |
| CF               | 9  | Harry Kane         |     | 63' |
| Cambios:         |    |                    |     |     |
| FW               | 11 | Jamie Vardy        |     | 63' |
| DF               | 17 | Fabian Delph       |     | 63' |
| DF               | 3  | Danny Rose         |     | 70' |
| Entrenador:      |    |                    |     |     |
| Gareth Southgate |    |                    |     |     |

| GK                 | 1  | Jaime Penedo         |     |     |
| RB                 | 2  | Michael Amir Murillo | 72' |     |
| CB                 | 5  | Román Torres         |     |     |
| CB                 | 4  | Fidel Escobar        | 44' |     |
| LB                 | 15 | Erick Davis          |     |     |
| DM                 | 6  | Gabriel Gómez        |     | 69' |
| CM                 | 11 | Armando Cooper       | 10' |     |
| CM                 | 20 | Aníbal Godoy         |     | 62' |
| RW                 | 8  | Édgar Bárcenas       |     | 69' |
| LW                 | 21 | José Luis Rodríguez  |     |     |
| CF                 | 7  | Blas Pérez           |     |     |
| Cambios:           |    |                      |     |     |
| MF                 | 19 | Ricardo Ávila        |     | 62' |
| FW                 | 16 | Abdiel Arroyo        |     | 69' |
| DF                 | 23 | Felipe Baloy         |     | 69' |
| Entrenador:        |    |                      |     |     |
| Hernán Darío Gómez |    |                      |     |     |

| Jugador del Partido: Harry Kane Árbitros asistentes: Redouane Achik Waleed Ahmed Cuarto árbitro: Norbert Hauata Quinto árbitro: Bertrand Brial Árbitro asistente de video: Danny Makkelie Árbitros asistentes del árbitro asistente de video: Paweł Gil Sander van Roekel Mark Geiger |

#### Inglaterra vs. Bélgica
| 28 de junio de 2018, 20:00 (UTC+2) | Inglaterra | 0:1 (0:0) | Bélgica     | Arena Baltika, Kaliningrado                               |                                                           |
|                                    |            | Reporte   | Januzaj 51' | Asistencia: 33 973 espectadores Árbitro(s): Damir Skomina | Asistencia: 33 973 espectadores Árbitro(s): Damir Skomina |

| Inglaterra | Bélgica |

| GK               | 1  | Jordan Pickford        |  |     |
| CB               | 16 | Phil Jones             |  |     |
| CB               | 5  | John Stones            |  | 46' |
| CB               | 15 | Gary Cahill            |  |     |
| DM               | 4  | Eric Dier              |  |     |
| CM               | 21 | Ruben Loftus-Cheek     |  |     |
| CM               | 17 | Fabian Delph           |  |     |
| RW               | 22 | Trent Alexander-Arnold |  | 79' |
| LW               | 3  | Danny Rose             |  |     |
| CF               | 19 | Marcus Rashford        |  |     |
| CF               | 11 | Jamie Vardy            |  |     |
| Cambios:         |    |                        |  |     |
| DF               | 6  | Harry Maguire          |  | 46' |
| FW               | 14 | Danny Welbeck          |  | 79' |
| Entrenador:      |    |                        |  |     |
| Gareth Southgate |    |                        |  |     |

| GK               | 1  | Thibaut Courtois   |     |     |
| CB               | 23 | Leander Dendoncker | 33' |     |
| CB               | 20 | Dedryck Boyata     |     |     |
| CB               | 3  | Thomas Vermaelen   |     | 74' |
| RM               | 22 | Nacer Chadli       |     |     |
| CM               | 8  | Marouane Fellaini  |     |     |
| CM               | 19 | Mousa Dembélé      |     |     |
| LM               | 16 | Thorgan Hazard     |     |     |
| RF               | 18 | Adnan Januzaj      |     | 86' |
| CF               | 21 | Michy Batshuayi    |     |     |
| LF               | 17 | Youri Tielemans    | 19' |     |
| Cambios:         |    |                    |     |     |
| DF               | 4  | Thomas Vermaelen   |     | 74' |
| FW               | 14 | Dries Mertens      |     | 86' |
| Entrenador:      |    |                    |     |     |
| Roberto Martínez |    |                    |     |     |

| Jugador del Partido: Adnan Januzaj Árbitros asistentes: Jure Praprotnik Robert Vukan Cuarto árbitro: Mohammed Abdulla Mohammed Quinto árbitro: Mohamed Al Hammadi Árbitro asistente de video: Artur Dias Árbitros asistentes del árbitro asistente de video: Pawel Gil Roberto Díaz Pérez del Palomar Mauro Vigliano |

### Octavos de final

#### Colombia vs. Inglaterra
| 3 de julio de 2018 | Colombia                                   | 1:1 (1:1, 0:0) (t. s.)(0:0 t. s.)(3:4 p.) | Inglaterra                                    | Otkrytie Arena, Moscú                                   |                                                         |
| 21:00 MSK (UTC+3)  | Mina 90+3'                                 | Reporte                                   | Kane 57' (pen.)                               | Asistencia: 44 190 espectadores Árbitro(s): Mark Geiger | Asistencia: 44 190 espectadores Árbitro(s): Mark Geiger |
|                    |                                            | Tiros desde el punto penal                |                                               |                                                         |                                                         |
|                    | Falcao · Cuadrado · Muriel · Uribe · Bacca |                                           | Kane · Rashford · Henderson · Trippier · Dier |                                                         |                                                         |

| Colombia | Inglaterra |

| POR           | 1  | David Ospina           |      |      |
| DEF           | 4  | Santiago Arias         | 52'  | 116' |
| DEF           | 13 | Yerry Mina             |      |      |
| DEF           | 23 | Dávinson Sánchez       |      |      |
| DEF           | 17 | Johan Mojica           |      |      |
| MED           | 5  | Wilmar Barrios         | 41'  |      |
| MED           | 6  | Carlos Sánchez         | 54'  | 79'  |
| MED           | 16 | Jefferson Lerma        |      | 61'  |
| DEL           | 11 | Juan Cuadrado          | 118' |      |
| DEL           | 20 | Juan Fernando Quintero |      | 88'  |
| DEL           | 9  | Radamel Falcao         | 63'  |      |
| Cambios:      |    |                        |      |      |
| DEL           | 7  | Carlos Bacca           | 64'  | 61'  |
| MED           | 15 | Mateus Uribe           |      | 79'  |
| DEL           | 14 | Luis Muriel            |      | 88'  |
| DEF           | 2  | Cristián Zapata        |      | 116' |
| Entrenador:   |    |                        |      |      |
| José Pékerman |    |                        |      |      |

| POR              | 1  | Jordan Pickford  |     |      |
| DEF              | 2  | Kyle Walker      |     | 113' |
| DEF              | 5  | John Stones      |     |      |
| DEF              | 6  | Harry Maguire    |     |      |
| MED              | 8  | Jordan Henderson | 56' |      |
| MED              | 20 | Dele Alli        |     | 81'  |
| MED              | 7  | Jesse Lingard    | 69' |      |
| MED              | 12 | Kieran Trippier  |     |      |
| MED              | 18 | Ashley Young     |     | 102' |
| DEL              | 10 | Raheem Sterling  |     | 88'  |
| DEL              | 9  | Harry Kane       |     |      |
| Cambios:         |    |                  |     |      |
| MED              | 4  | Eric Dier        |     | 81'  |
| DEL              | 11 | Jamie Vardy      |     | 88'  |
| MED              | 3  | Danny Rose       |     | 102' |
| DEF              | 19 | Marcus Rashford  |     | 113' |
| Entrenador:      |    |                  |     |      |
| Gareth Southgate |    |                  |     |      |

| Jugador del Partido: Harry Kane Árbitros asistentes: Joe Fletcher Frank Anderson Cuarto árbitro: Matthew Conger Quinto árbitro: Tevita Makasini Árbitro asistente de video: Danny Makkelie Árbitros asistentes del árbitro asistente de video: Carlos Astroza Paweł Gil Mauro Vigliano |

### Cuartos de final

#### Suecia vs. Inglaterra
| 7 de julio de 2018 | Suecia | 0:2 (0:1) | Inglaterra             | Samara Arena, Samara                                      |                                                           |
| 18:00 SAMT (UTC+4) |        | Reporte   | Maguire 30' · Alli 59' | Asistencia: 39 991 espectadores Árbitro(s): Björn Kuipers | Asistencia: 39 991 espectadores Árbitro(s): Björn Kuipers |

| Suecia | Inglaterra |

| POR             | 1  | Robin Olsen         |     |     |
| DEF             | 6  | Ludwig Augustinsson |     |     |
| DEF             | 4  | Andreas Granqvist   |     |     |
| DEF             | 3  | Victor Lindelöf     |     |     |
| DEF             | 16 | Emil Krafth         |     | 85' |
| MED             | 17 | Viktor Claesson     | 61' |     |
| MED             | 7  | Sebastian Larsson   | 61' |     |
| MED             | 8  | Albin Ekdal         |     |     |
| MED             | 10 | Emil Forsberg       |     | 65' |
| DEL             | 9  | Marcus Berg         |     |     |
| DEL             | 20 | Ola Toivonen        |     | 65' |
| Cambios:        |    |                     |     |     |
| DEF             | 5  | Martin Olsson       |     | 65' |
| DEL             | 11 | John Guidetti       | 87' | 65' |
| DEF             | 18 | Pontus Jansson      |     | 85' |
| Entrenador:     |    |                     |     |     |
| Janne Andersson |    |                     |     |     |

| POR              | 1  | Jordan Pickford  |     |       |
| DEF              | 2  | Kyle Walker      |     |       |
| DEF              | 5  | John Stones      |     |       |
| DEF              | 6  | Harry Maguire    | 61' |       |
| MED              | 8  | Jordan Henderson |     | 85'   |
| MED              | 20 | Dele Alli        |     | 77'   |
| MED              | 7  | Jesse Lingard    |     |       |
| MED              | 12 | Kieran Trippier  |     |       |
| MED              | 18 | Ashley Young     |     |       |
| DEL              | 10 | Raheem Sterling  |     | 90+1' |
| DEL              | 9  | Harry Kane       |     |       |
| Cambios:         |    |                  |     |       |
| MED              | 17 | Fabian Delph     |     | 77'   |
| MED              | 4  | Eric Dier        |     | 85'   |
| DEL              | 19 | Marcus Rashford  |     | 90+1' |
| Entrenador:      |    |                  |     |       |
| Gareth Southgate |    |                  |     |       |

| Jugador del partido: Jordan Pickford Árbitros asistentes: Sander van Roekel Erwin Zeinstra Cuarto árbitro: Mateu Lahoz Quinto árbitro: Pau Cebrián Devís Árbitro asistente de video: Danny Makkelie Árbitros asistentes del árbitro asistente de video: Carlos Astroza Bastian Dankert Felix Zwayer |

### Semifinales

#### Croacia vs. Inglaterra
| 11 de julio de 2018 | Croacia                      | 2:1 (1:1, 0:1) (t. s.) | Inglaterra  | Estadio Olímpico Luzhnikí, Moscú                         |                                                          |
| 21:00 MSK (UTC+3)   | Perišić 68' · Mandžukić 109' | Reporte                | Trippier 5' | Asistencia: 78 011 espectadores Árbitro(s): Cüneyt Çakır | Asistencia: 78 011 espectadores Árbitro(s): Cüneyt Çakır |

| Croacia | Inglaterra |

| POR          | 23 | Danijel Subašić  |     |      |
| DEF          | 2  | Šime Vrsaljko    |     |      |
| DEF          | 6  | Dejan Lovren     |     |      |
| DEF          | 21 | Domagoj Vida     |     |      |
| DEF          | 3  | Ivan Strinić     |     | 94'  |
| MED          | 7  | Ivan Rakitić     |     |      |
| MED          | 10 | Luka Modrić      |     | 118' |
| MED          | 18 | Ante Rebić       | 96' | 101' |
| MED          | 11 | Marcelo Brozović |     |      |
| MED          | 4  | Ivan Perišić     |     |      |
| DEL          | 17 | Mario Mandžukić  | 48' | 114' |
| Cambios:     |    |                  |     |      |
| DEF          | 22 | Josip Pivarić    |     | 94'  |
| DEL          | 9  | Andrej Kramarić  |     | 101' |
| DEF          | 5  | Vedran Ćorluka   |     | 114' |
| MED          | 19 | Milan Badelj     |     | 118' |
| Entrenador:  |    |                  |     |      |
| Zlatko Dalić |    |                  |     |      |

| POR              | 1  | Jordan Pickford  |     |      |
| DEF              | 2  | Kyle Walker      | 54' | 112' |
| DEF              | 5  | John Stones      |     |      |
| DEF              | 6  | Harry Maguire    |     |      |
| MED              | 8  | Jordan Henderson |     | 97'  |
| MED              | 20 | Dele Alli        |     |      |
| MED              | 7  | Jesse Lingard    |     |      |
| MED              | 12 | Kieran Trippier  |     |      |
| MED              | 18 | Ashley Young     |     | 91'  |
| DEL              | 10 | Raheem Sterling  |     | 74'  |
| DEL              | 9  | Harry Kane       |     |      |
| Cambios:         |    |                  |     |      |
| DEL              | 19 | Marcus Rashford  |     | 74'  |
| DEF              | 3  | Danny Rose       |     | 91'  |
| MED              | 4  | Eric Dier        |     | 97'  |
| DEL              | 11 | Jamie Vardy      |     | 114' |
| Entrenador:      |    |                  |     |      |
| Gareth Southgate |    |                  |     |      |

| Jugador del partido: Ivan Perišić Árbitros asistentes: Bahattin Duran Tarik Ongun Cuarto árbitro: Björn Kuipers Quinto árbitro: Sander van Roekel Árbitro asistente de video: Danny Makkelie Árbitros asistentes del árbitro asistente de video: Carlos Astroza Bastian Dankert Felix Zwayer |

### Tercer lugar

#### Bélgica vs. Inglaterra
| 14 de julio de 2018 | Bélgica                 | 2:0 (1:0) | Inglaterra | Zenit Arena, San Petersburgo                                |                                                             |
| 17:00 MSK (UTC+3)   | Meunier 4' · Hazard 82' | Reporte   |            | Asistencia: 64 406 espectadores Árbitro(s): Alireza Faghani | Asistencia: 64 406 espectadores Árbitro(s): Alireza Faghani |

| Bélgica | Inglaterra |

| POR              | 1  | Thibaut Courtois  |     |     |
| DEF              | 2  | Toby Alderweireld |     |     |
| DEF              | 4  | Vincent Kompany   |     |     |
| DEF              | 5  | Jan Vertonghen    |     |     |
| MED              | 22 | Nacer Chadli      |     | 39' |
| MED              | 6  | Axel Witsel       | 94' |     |
| MED              | 17 | Youri Tielemans   |     | 78' |
| MED              | 15 | Thomas Meunier    |     |     |
| DEL              | 7  | Kevin De Bruyne   |     |     |
| DEL              | 9  | Romelu Lukaku     |     | 60' |
| DEL              | 10 | Eden Hazard       |     |     |
| Cambios:         |    |                   |     |     |
| DEF              | 3  | Thomas Vermaelen  |     | 39' |
| DEL              | 14 | Dries Mertens     |     | 60' |
| MED              | 19 | Mousa Dembélé     |     | 78' |
| Entrenador:      |    |                   |     |     |
| Roberto Martínez |    |                   |     |     |

| POR              | 1  | Jordan Pickford    |     |     |
| DEF              | 15 | Phil Jones         |     |     |
| DEF              | 5  | John Stones        | 52' |     |
| DEF              | 6  | Harry Maguire      | 77' |     |
| MED              | 12 | Kieran Trippier    |     |     |
| MED              | 21 | Ruben Loftus-Cheek |     | 84' |
| MED              | 4  | Eric Dier          |     |     |
| MED              | 17 | Fabian Delph       |     |     |
| MED              | 3  | Danny Rose         |     | 46' |
| DEL              | 10 | Raheem Sterling    |     | 46' |
| DEL              | 9  | Harry Kane         |     |     |
| Cambios:         |    |                    |     |     |
| MED              | 7  | Jesse Lingard      |     | 46' |
| DEL              | 19 | Marcus Rashford    |     | 46' |
| MED              | 20 | Dele Alli          |     | 84' |
|                  |    |                    |     |     |
| Entrenador:      |    |                    |     |     |
| Gareth Southgate |    |                    |     |     |

| Jugador del partido: Eden Hazard Árbitros asistentes: Reza Sokhandan Mansouri Mohammadreza Cuarto árbitro: Malang Diedhiou Quinto árbitro: Djibril Camara Árbitro asistente de video: Mark Geiger Árbitros asistentes del árbitro asistente de video: Joe Fletcher Bastian Dankert Paolo Valeri |

## Estadísticas
Inglaterra se posicionó entre los cuatro mejores equipos del torneo. En semifinales, fue vencida por Croacia por un resultado de 2 a 1. Como consecuencia, se midió con la selección belga en el partido por el tercer puesto, donde cayeron por 2 goles a 0 y se quedaron con el cuarto lugar de la Copa del Mundo Rusia 2018.
La selección inglesa fue uno de los equipos más goleadores del mundial. Su delantero estrella, Harry Kane, fue el máximo anotador del torneo.